# Ключко, Александр Михайлович
Алекса́ндр Миха́йлович Ключко́ (род. 11 июля 1984, Николаев) — украинский боксёр, представитель лёгкой и первой полусредней весовых категорий. Выступал за сборную Украины по боксу на всём протяжении 2000-х годов, победитель и призёр первенств национального значения, дважды бронзовый призёр чемпионатов Европы, участник летних Олимпийских игр в Пекине. Мастер спорта Украины международного класса.

## Биография
Александр Ключко родился 11 июля 1984 года в городе Николаеве Украинской ССР. Активно заниматься боксом начал в возрасте одиннадцати лет, первое время проходил подготовку под руководством Геннадия Иванова, впоследствии в течение многих лет являлся подопечным заслуженного тренера Украины Владимира Александровича Букалова. Окончил Николаевское высшее училище физической культуры.
Впервые заявил о себе в 2002 году, когда вошёл в состав украинской национальной сборной и выступил на чемпионате мира среди юниоров в Сантьяго-де-Куба, где сумел дойти до стадии четвертьфиналов. Год спустя боксировал уже на взрослом уровне, в частности одержал победу на Кубке Чёрного моря в Судаке и принял участие в матчевой встрече со сборной США, выиграв у американского боксёра Энтони Питерсона. На чемпионате Европы 2004 года в Пуле был остановлен в 1/8 финала болгарином Димитром Штиляновым.
В 2005 году одержал победу на международном турнире «Золотой пояс» в Бухаресте, стал бронзовым призёром международного турнира «Странджа» в Пловдиве, выиграл два поединка на Кубке мира в Москве, побывал на чемпионате мира в Мяньяне, где в 1/8 финала уступил итальянцу Доменико Валентино.
На европейском первенстве 2006 года в Пловдиве добрался в зачёте лёгкой весовой категории до стадии полуфиналов и, проиграв олимпийскому чемпиону из России Алексею Тищенко, получил бронзу. Помимо этого, взял серебро на «Страндже», на Кубке химии в Галле, выиграл два боя на Кубке мира в Баку.
В 2007 году боксировал на мировом первенстве в Чикаго, но попасть здесь в число призёров не смог, в 1/16 финала был побеждён представителем Колумбии Дарлейсом Пересом. Стал лучшим на турнире братьев Клично в Киеве и на мемориальном турнире Макара Мазая в Мариуполе.
Благодаря череде удачных выступлений удостоился права защищать честь страны на летних Олимпийских играх 2008 года в Пекине, тем не менее, выбыл и борьбы за медали уже на предварительном этапе, потерпев поражение со счётом 8:10 от китайца Ху Цина.
После пекинской Олимпиады Александр Ключко остался в составе боксёрской команды Украины и продолжил принимать участие в крупнейших международных турнирах, но с этих пор выступал уже в первом полусреднем весе. Так, в 2009 году он снова победил на мемориале Макара Мазая и отправился на чемпионат мира в Милане, где сумел дойти до четвертьфинала — там его остановил монгол Уранчимэгийн Монх-Эрдэнэ. В следующем сезоне в очередной раз стал чемпионом Украины по боксу и побывал на чемпионате Европы в Москве, откуда привёз награду бронзового достоинства — в полуфинале проиграл представителю Армении Грачье Джавахяну.
Последний раз показал сколько-нибудь значимый результат на международной арене в сезоне 2011 года, когда одержал победу на турнире «Странджа» в Болгарии. Вскоре по окончании этих соревнований принял решение завершить спортивную карьеру, уступив место в сборной молодым украинским боксёрам.
За выдающиеся спортивные достижения удостоен почётного звания «Мастер спорта Украины международного класса».